# Allium guttatum
Allium guttatum é uma espécie de planta com flor pertencente à família Liliaceae. 
A autoridade científica da espécie é Steven, tendo sido publicada em Mémoires de la Société Impériale des Naturalistes de Moscou 2: 173, t. 11. 1809.

## Portugal
Trata-se de uma espécie presente no território português, nomeadamente os seguintes táxones infraespecíficos:
- Allium guttatum subsp. sardoum - presente em Portugal Continental. Em termos de naturalidade é nativa da região atrás referida. Não se encontra protegida por legislação portuguesa ou da Comunidade Europeia.